# Kameel

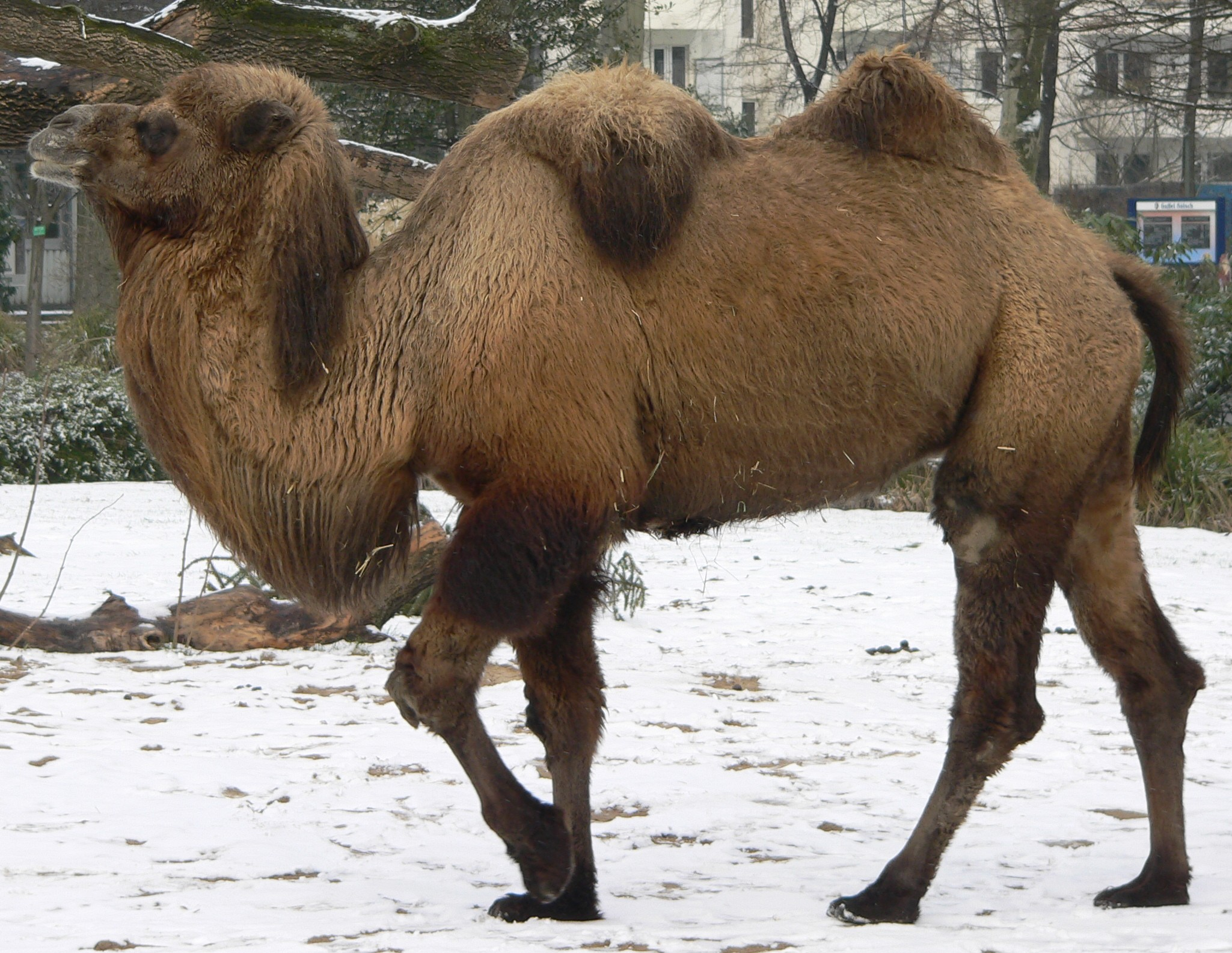
Camelus bactrianus

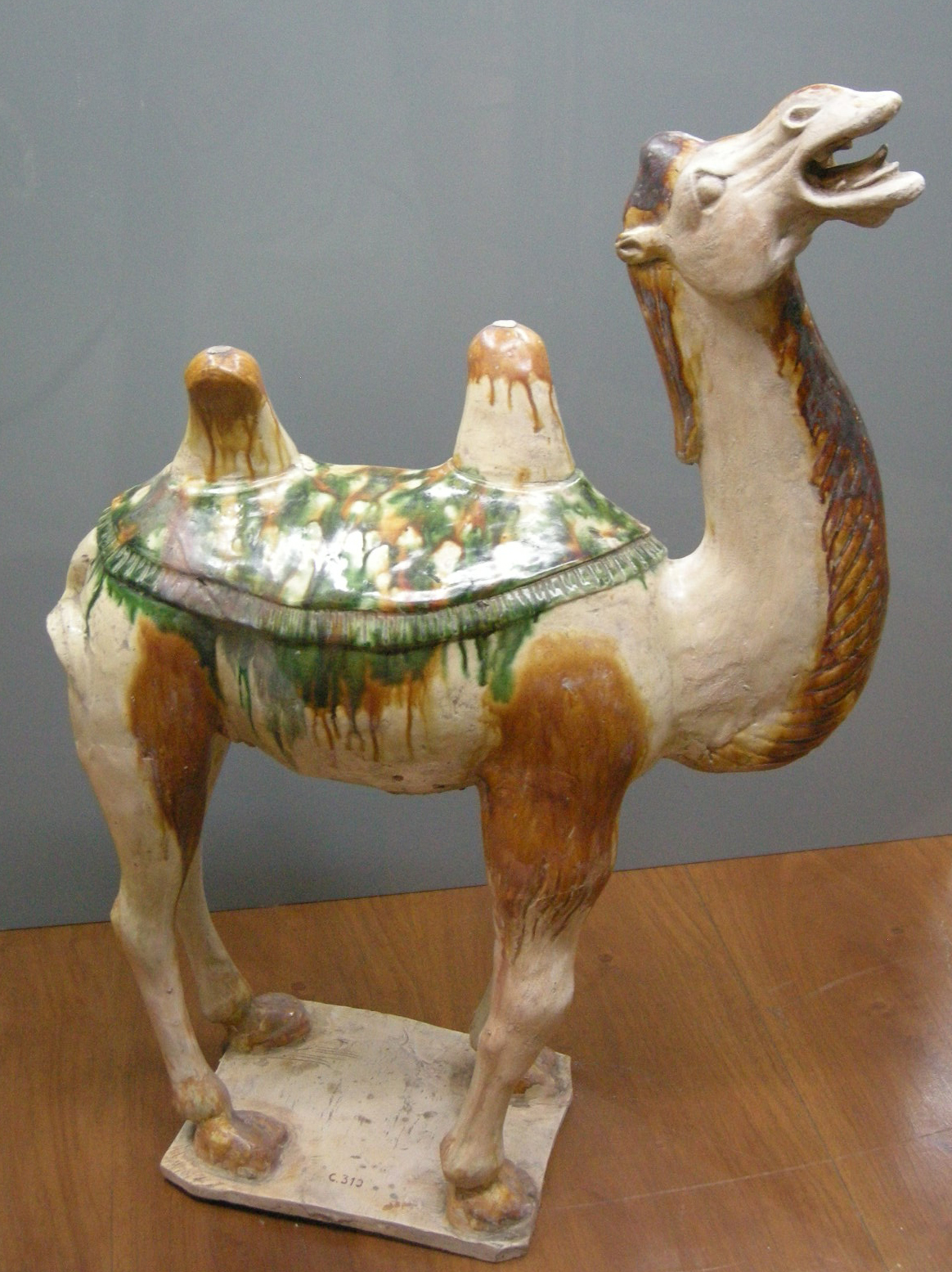
Artistieke representatie van een kameel uit de Tang-dynastie

De kameel (Camelus bactrianus) is een evenhoevig zoogdier uit de familie van de kameelachtigen. In archaïsch Nederlands, bepaalde dialecten en sommige uitdrukkingen wordt hij ook kemel genoemd. De kameel verschilt van de dromedaris door o.a. het aantal bulten op de rug. De dromedaris heeft er een, de kameel twee. 
Lang werd gedacht dat de gedomesticeerde kameel afstamde van de wilde kameel, maar  het resultaat van genetisch onderzoek uit 2017 maakt dat echter zeer onwaarschijnlijk. Vermoedelijk stammen beide soorten af van verschillende voorouders. De kameel is een zeer algemene soort die veelvuldig gehouden wordt en regelmatig in dierentuinen te zien is. De wilde kameel daarentegen is ernstig in zijn bestaan bedreigd en komt alleen voor in kleine populaties in de steppen en halfwoestijnen van China en Mongolië.

## Naamgeving

### Nederlandse naam
Vanouds kan het Nederlandse woord "kameel" op alle soorten van het geslacht Camelus slaan. ter onderscheid van de dromedaris of "eenbultige kameel" wordt de gewone kameel daarom soms specifieker aangeduid als de "tweebultige" of "Bactrische kameel". 
Het woord "kameel" is afgeleid van het Arabische (جمل ǧamal), dat op zijn beurt afgeleid is van de wortel ǧ-m-l, wat "schoonheid" betekent. De Arabische naam werd oorspronkelijk vooral gebruikt om de dromedaris aan te duiden omdat die in de Arabische wereld traditioneel meer gehouden wordt dan de tweebultige kameel.

### Wetenschappelijke benaming
De wetenschappelijke naam van de gedomesticeerde kameel werd als Camelus bactrianus in 1758 gepubliceerd door Carl Linnaeus in de tiende editie van Systema naturae. De naam van de wilde kameel werd in 1883 door Nikolaj Przjevalski gepubliceerd als Camelus ferus. Van veruit de meeste dieren die gedomesticeerd zijn, is de wetenschappelijke naam afgeleid van de naam van de in het wild levende voorouders. In 2003 stelde de International Commission on Zoological Nomenclature in Opinion 2027 vast dat dit principe voor alle gedomesticeerde soorten gevolgd moest worden en dat de naam van de wilde soort prioriteit heeft over die van de gedomesticeerde vorm. Als de gedomesticeerde kameel wordt beschouwd als een ondersoort van de wilde kameel, dan is de soortnaam Camelus ferus en het trinomen voor de ondersoort Camelus ferus bactrianus. Als de nieuwe opvatting wordt gevolgd dat beide vormen verschillende voorouders hebben, dan is de correcte naam Camelus bactrianus.

## Kenmerken
Kamelen kunnen wekenlang zonder te drinken in leven blijven. Ze verliezen erg weinig water, onder andere doordat ze pas gaan zweten op het moment dat hun lichaamstemperatuur boven de 40 °C komt. De nieren zijn in staat om veel water uit de voorurine in het bloed terug te nemen. Ook kunnen ze grote uitdroging moeiteloos doorstaan. Als een kameel drinkt, drinkt hij bijzonder veel, meer dan 100 liter achter elkaar, tot 60 liter per minuut. In de bulten wordt vet opgeslagen, dat dient als energiereserve bij voedselgebrek. Als de bulten niet worden aangesproken, staan ze rechtop. Bij voedselschaarste, wanneer de kameel teert op het vet in de bult, gaan de bulten naar een kant hangen. De dikke vacht beschermt de dieren zowel tegen extreme hitte als extreme kou.
Kamelen zijn telgangers en kunnen voor korte tijd vijfentwintig kilometer per uur rennen en dertig tot veertig kilometer per dag lopen. De eeltkussens onder de poten beschermen de kamelen tegen het hete zand.
Kamelen kunnen tot twee meter hoog worden en vijfhonderd tot zevenhonderd kilogram zwaar. Dit in tegenstelling tot de dromedaris, die lichter, maar hoger wordt. Dit is een aanpassing aan de koudere woestijnen van Centraal-Azië, waar 's winters de temperatuur behoorlijk kan dalen tot ver onder het vriespunt. 's Winters hebben de dieren een dikke vacht, die in de lente wordt geruid. Hierbij vallen grote plukken haar in één keer uit. Kamelen en dromedarissen hebben afsluitbare neusgaten. Dit heeft als voordeel dat er geen zand in kan komen.

## In dienst van de mens
Vanwege het gebruik als rij- en lastdier door nomaden en andere reizigers door de woestijn in bijvoorbeeld karavanen wordt het dier ook wel het schip van de woestijn genoemd. De kameel kan 280 kilogram dragen. Het dier wordt ook gehouden om zijn wol, melk en vlees.
Kamelen zijn ongeveer 6000-5000 jaar geleden gedomesticeerd in Centraal-Azië. Ongeveer 4000 jaar geleden bereikten ze Mesopotamië. Tussen 1700 en 1200 v.Chr. verspreidden de huiskamelen zich vanuit Iran over Zuid-Rusland, Noord-Kazachstan en Oekraïne. In de 3e eeuw v.Chr. bereikten de kamelen China.
Nomaden slachten vaak oude kamelen voor voedsel, maar ook voor water en in het uiterste geval als schuilplaats voor bijvoorbeeld een zandstorm. Voor laatstgenoemde functie wordt de kameel opengesneden, de organen en hersenen worden verwijderd en de binnenkant wordt schoongemaakt. Men ligt in de borstholte.
De Romeinen brachten kamelen (en dromedarissen) over de Alpen, tot in België. Aangezien de vondsten verspreid zijn over forten, steden en villa's, wordt vermoed dat ze gebruikt werden als civiele en militaire lastdieren.
Cultureel geldt de kameel als het attribuut van het gepersonifieerde Azië en in middeleeuwen gold de soort als het symbool voor gehoorzaamheid.

Camelus bactrianus (1700-1880) afdruk Iconographia Zoologica Bijzondere Collecties van de Universiteit van Amsterdam
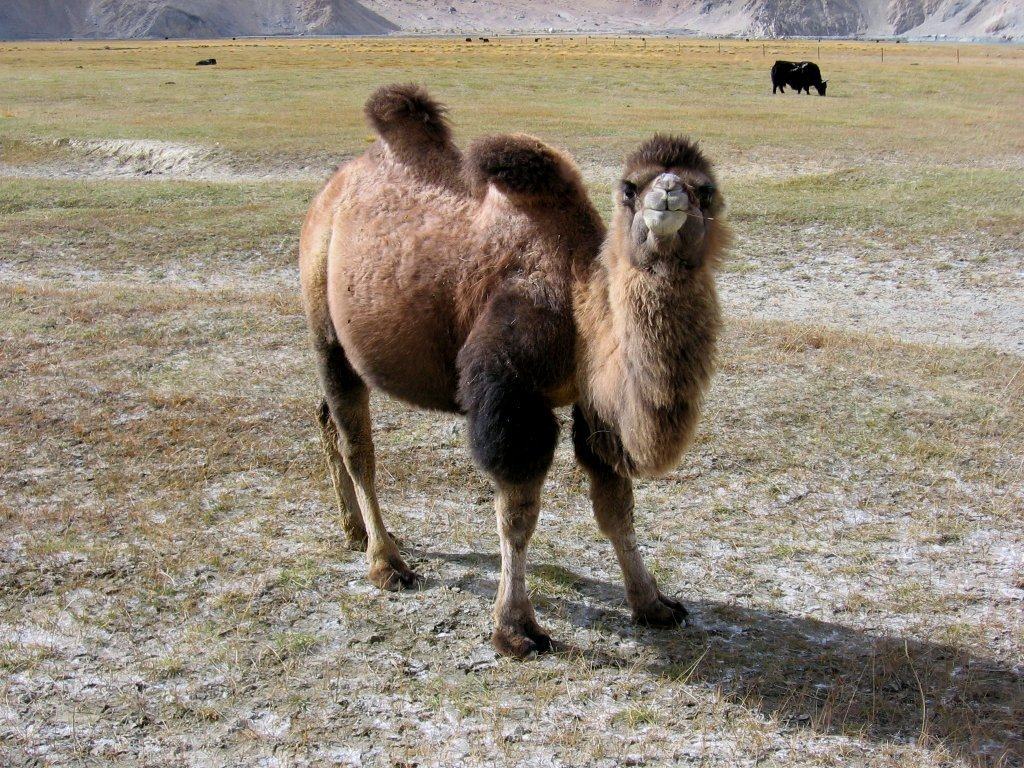
Kirgizië
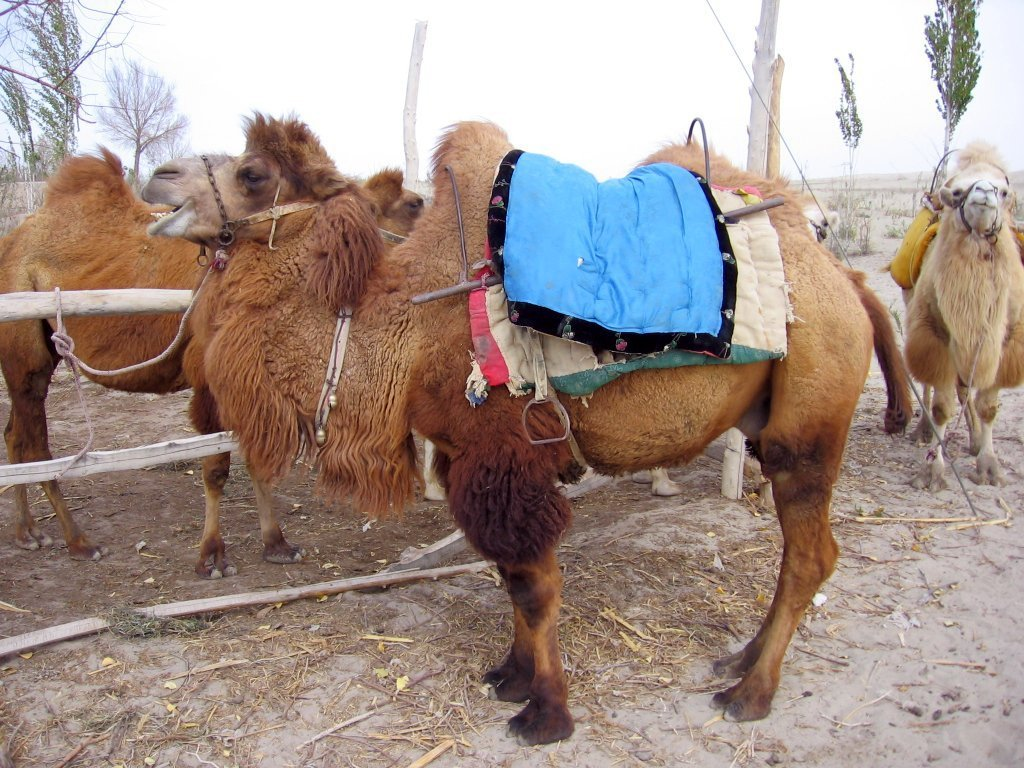
Taklamakan
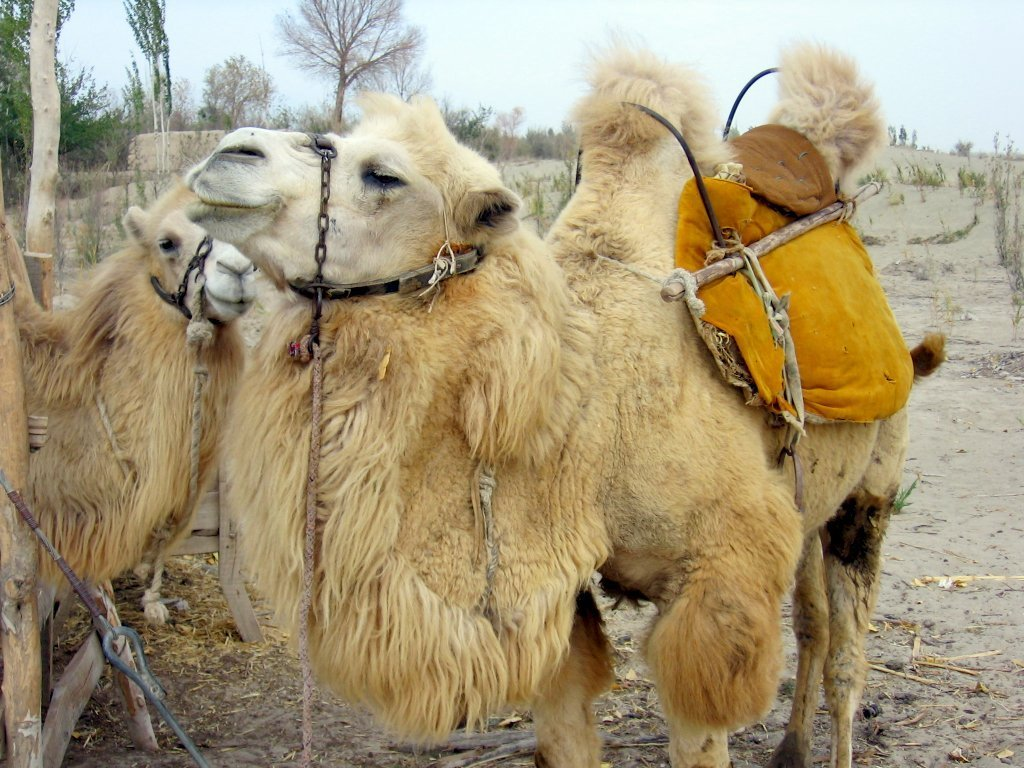
Taklamakan
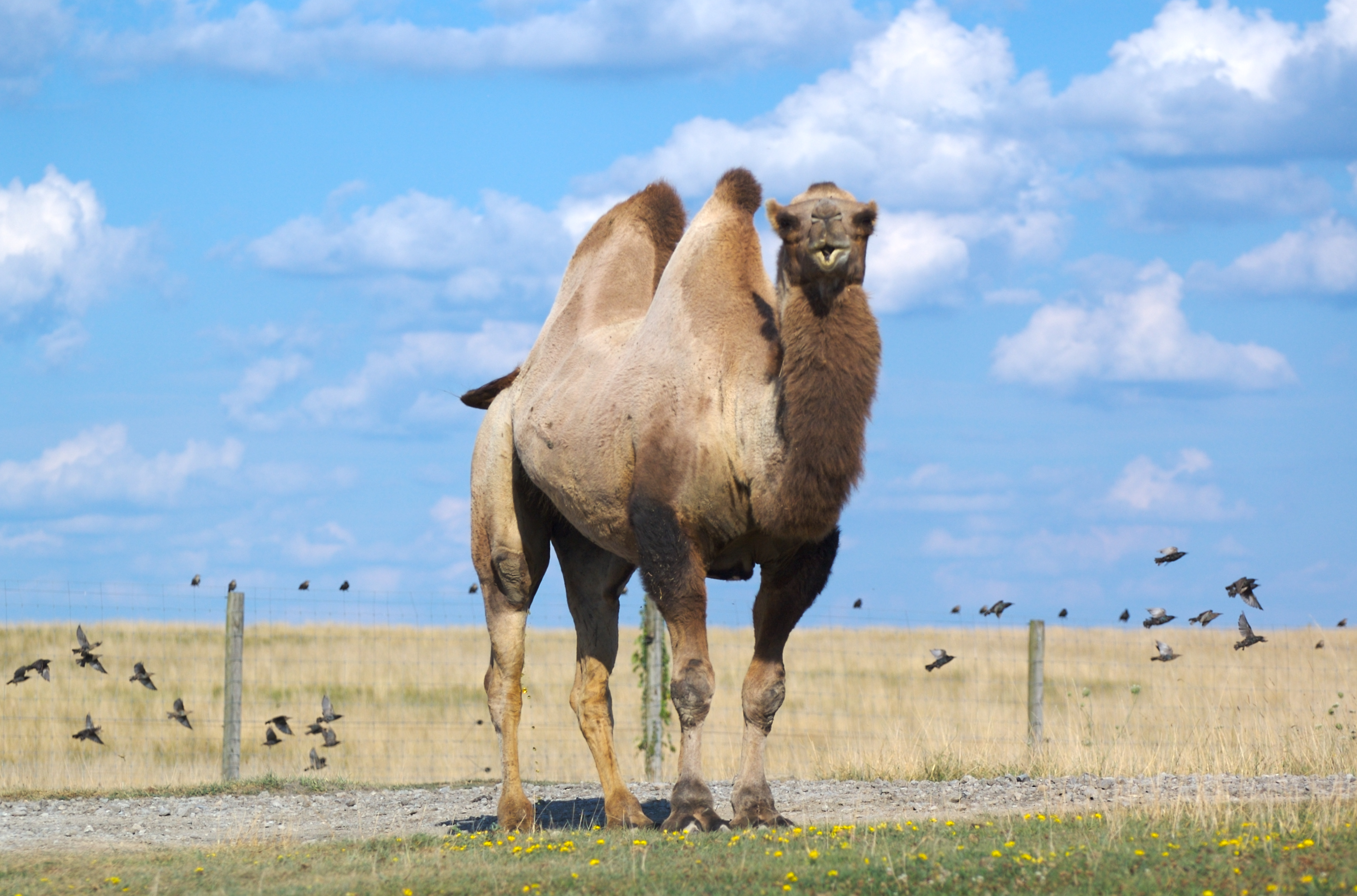
Een kameel in Ohio